# Nicole Mitchell
Nicole Mitchell (1967) is een Amerikaanse jazzfluitiste en componist, die jazz doceert aan de Universiteit van Pittsburgh. Ze is een voormalig voorzitter van de AACM.

## Biografie
Mitchell groeide op in Syracuse (New York) tot de leeftijd van acht, toen haar familie naar Anaheim, Californië verhuisde. Haar eerste instrumenten waren piano en altviool, die ze begon te spelen in de vierde klas. Ze was klassiek geschoold in fluit en speelde als tiener in jeugdorkesten. Hoewel ze van plan was wiskunde te gaan studeren, volgde ze een improvisatieles van Jimmy Cheatham aan de Universiteit van Californië in San Diego (Californië) en begon ze op straat jazzfluit te spelen. Na twee jaar bij UCSD, stapte ze in 1987 over naar het Oberlin College en verhuisde vervolgens in 1990 naar Chicago. In Chicago trad ze op op straat en werkte ze voor Third World Press, een uitgeverij van zwarte cultuur. Ze ontmoette leden van de Association for the Advancement of Creative Musicians (AACM) en begon te spelen bij het vrouwelijke ensemble Samana. Mitchell keerde in 1993 en 1996 terug naar school en voltooide in 1998 haar studie aan de Chicago State University. Zij behaalde in 2000 een masterdiploma aan de Northern Illinois University en eind jaren 1990 begon ze met lesgeven op scholen in Chicago en bekleedde functies aan de Northern Illinois University, Chicago State University, Northeastern Illinois University, Wheaton College (Illinois) en de University of Illinois in Chicago.
In 1995 ontmoette ze Hamid Drake en werkte met hem samen gedurende de tweede helft van het decennium. In 1997 begon ze een samenwerking met saxofonist David Boykin, die haar aanmoedigde om haar eigen band te beginnen, wat leidde tot Mitchells oprichting van het Black Earth Ensemble. In de vroege jaren 2000 werd ze mede-presentator voor de Avant-Garde Jazz Jam Sessions in Chicago, die werden gestart door Boykin, bassist Karl E. H. Seigfried en drummer Mike Reed. Ze bracht in 2001 haar debuutalbum Vision Quest uit met het Black Earth Ensemble bij haar label Dreamtime Records. Het album bevatte optredens van Hamid Drake, Savoir Faire, Edith Yokley, Darius Savage en Avreeayl Ra. Vision Quest werd in 2003 uitgebreid tot een theaterstuk. In 2006 werkte ze in de band Frequency met Harrison Bankhead, Edward Wilkerson en Avreeayl Ra. Thrill Jockey bracht in dat jaar hun album uit. Vanaf 2017 toerde ze en nam ze op met het Art Ensemble of Chicago.

## Onderwijs
Ze trad toe tot de muziekafdeling van de University of California, Irvine (Californië) als assistent-professor en werd gepromoveerd tot professor in 2013. Ze nam deel aan het afstudeerprogramma Integrated Composition, Improvisation and Technology. In 2019 verhuisde ze naar de Universiteit van Pittsburgh als Williams S. Dietrich II Chair of Jazz Studies en Professor of Music.

## Prijzen en onderscheidingen
- Down Beat Magazine noemde haar een Rising Star voor fluit in Critics Polls van 2004, 2005, 2006, 2007, 2008, en 2009. In 2010 en 2011 won ze de fluit- en de Rising Star-categorieën.
- Herb Alpert Award in the Arts, California Institute of the Arts, 2011

## Discografie

### Als leader/co-leader
- 2001: Vision Quest (Dreamtime)
- 2002: Afrika Rising (Dreamtime)
- 2004: Hope, Future and Destiny (Dreamtime)
- 2007: Indigo Trio: Live in Montreal (Greenleaf Music)
- 2007: Black Unstoppable (Delmark Records)
- 2008: Xenogenesis Suite (Firehouse 12)
- 2009: Anaya (de:RogueArt)
- 2009: Renegades (Delmark)
- 2010: Emerald Hills (RogueArt)
- 2011: Before After met Joëlle Léandre and Dylan van der Schyff (RogueArt)
- 2011: The Ethiopian Princess Meets the Tantric Priest (RogueArt)
- 2011: Awakening (Delmark)
- 2012: Arc of O (RogueArt)
- 2012: Three Compositions met Roscoe Mitchell (RogueArt)
- 2013: Aquarius (Delmark)
- 2013: Engraved in the Wind (RogueArt)
- 2014: Intergalactic Beings (FPE)
- 2014: The Secret Escapades of Velvet Anderson (RogueArt)
- 2015: Artifacts met Tomeka Reid en Mike Reed (482 Music)
- 2016: Moments of Fatherhood (RogueArt)
- 2016: Mandorla Awakening II - Emerging Worlds (FPE)
- 2017: Liberation Narratives (Third World)
- 2017: Maroon Cloud (FPE)
- 2019: All Things Are (RogueArt)
- 2020: Earthseed (FPE) met Lisa E. Harris

### Als gast
(Niet compleet)
- 2010: AACM Great Black Music Ensemble, At Umbria Jazz 2009 (Musica Jazz)

- Bibsys: 9056478
- Bibliothèque nationale de France: cb16009525w (data)
- Gemeinsame Normdatei: 1049395344
- International Standard Name Identifier: 0000 0000 6284 6168
- Library of Congress Control Number: no2009096820
- MusicBrainz: 56f280d6-2f91-4af8-8a1a-fde9c9f2b876
- Réseau des bibliothèques de Suisse occidentale: 02-A018346780
- Système universitaire de documentation: 159839548
- Virtual International Authority File: 90574248
- WorldCat: E39PBJrRkBGTYTgDHMFpbBkCcP